# Црква Богородице Одигитрије у Мушутишту
Црква Богородице Одигитрије у Мушутишту је била подигнута 1315. године, у српско-византијском стилу, као задужбина великог казнаца Јована Драгослава и представљала је једну од првих задужбина српске властеле у средњем веку.

## Положај и изглед
Налазила се недалеко од Призрена, на узвишењу изнад села Мушутишта, удаљеног десетак километара југоисточно од општинског средишта Суве Реке.
Црква је имала основу уписаног крста са куполом, а очувани фрагменти живописа су спадали међу најбоље примере српског фрескосликарства насталог под утицајем ренесансе Палеолога, током владавине краља Милутина (1282—1321).

## Заштита и тренутно стање
Конзерваторски радови на цркви нису обављани, а од 1990. године се налазила под заштитом Републике Србије као споменик културе од изузетног значаја. После окончања НАТО агресије на СРЈ, повлачења југословенских снага безбедности и доласка немачких снага КФОРа у тај део јужне српске покрајине, цркву Богородице Одигитрије су, током јуна 1999. године, дигли у ваздух и сравнили са земљом албански екстремисти.

## Архитектура
Црква Богородице Одигтрије је била подигнута у Вардарском стилу, насталом по узору на византијску архитектуру. Имала је основу уписаног крста над којом се уздизала осмострана купола, која је почивала на четири, слободно постављена, стуба. Њена спољашњост је, по византијском моделу, украшена наизменичном употребом жућкастог камена и црвенкасте опеке, у наизменичним редовима камена и опеке постављеним у два до три реда, док је апсида декорисана и косо ређаним опекама. док је полукружна апсида сложеније декорисана употребом опеке и малтера. Проскомидију и ђаконикон образују две полукружне нише које нису изражене споља. Структура је на фасадама обележена плитким пиластрима у осовинама поткуполних стубаца спојених луковима.
На западној страни цркве се изнад улаза налазио дугачки уклесани ктиторски натпис, који се убрајао међу најстарије и најлепше српске епиграфе и гласио је:
Поче се и сазида се божански и свечасни храм Пречисте Владичице Наше Богородице Одигитрије из темеља, у дане превисокога краља Уроша, трудом и старањем великог казнаца Драгослава, са Јеленом супругом својом и Станишом, сином својим, и Аном, кћерју својом, године 7823, индикта 5.

## Живопис
Подаци о живописању цркве нису сачувани, али се сматра да су радови на њему окончани најкасније до 1320. године.
Првобитни живопис у цркви је био очуван на само неколико места, али се убрајао међу најбоља дела српског сликарства Милутиновог доба. У олтарском делу цркве су биле сачуване фреске четири архијереја, од којих је један био свети Наум Охридски, а овај његов портрет је спадао међу најстарије очуване. Део живописа је био сачуван и у северозападном делу наоса, а поред анђела и светитељки, укључивао је и приказ светог Пантелејмона, као и свете ратнике Теодоре, Тирона и Стратилата.
Поред фресака, у цркви Богородице Одигитрије чувале су се и две иконе, Христа и Богородице, из 1603. године.

## Прошлост
Цркву Богородице Одигитрије је, према ктиторском натпису који се налазио изнад улаза у цркву, подигао 1315. године велики казнац Јован Драгослав са супругом Јеленом, сином Станишом и ћерком Аном.
Мушутиште у начелу води порекло од Свете Никите у Чучеру, задужбине краља Милутина, као и црква и Свети Арханђео Михаило у Штипу, лесновски храм Арханђела Михаила, црква Светог Николе у Љуботену и храм Ваведења у Кучевишту. Може се претпоставити да је ктитор Мушутишта знао за цркву Свете Никите, пошто је по дужности требало да буде добро упућен у трошкове њене изградње и осликавања.
Село Мушутиште, са црквама Богородице Одигитрије и Свете Тројице, је цар Душан Силни (краљ 1331—1346, цар 1346—1355) укључио 1348. године у властелинство своје задужбине, манастира Светих Архангела, у кањону Бистрице код Призрена.
У другој половини 19. века црква је обновљена, а током 20. века на њој нису обављани конзерваторски радови.

### Рушење
После повлачења југословенских снага безбедности, исељавања локалних Срба и доласка немачких снага КФОРа, црква Богородице Одигитрије је опљачкана и оскрнављена од стране локалних Албанаца. Свештеникова кућа и парохијски дом су опљачкани и запаљени, сама црква је дигнута у ваздух и спаљена, а запаљени су и стари борови који су се налазили у црквеном дворишту.
Остао је сачуван само звоник, иако је било више покушаја његовог рушења.